# Resurrection (opera)
The Resurrection är en engelsk opera i en prolog och en akt med musik och libretto av Peter Maxwell Davies.

## Historia
Davies började komponera operan på 1960-talet när han studerade musik vid Princeton University, och operan var tänkt som ett svar på den kommersialism han noterade i USA. Verket blev inte färdigt förrän 1986. Musiken består av ett otal olika musikgenrer; marscher från väckelsemöten, rockmusik, edwardianska ballader, TV-jinglar, Mantovanistråkar och pianoklink blandas med skärande atonal musik. Operan framfördes första gången den 8 september 1994 i Darmstadt. Uppsättningen ansågs så dålig att operan inte har satts upp sedan dess.

## Personer
- Den äldre systern, Phoebus Apollo, Antikrist (mezzosopran)
- Mamma, Zeus eller Hera (countertenor)
- Rektorn, Kirurg 1, Vite abboten, Biskop (tenor)
- Kyrkohedern, Pluto, het förkunnare (tenor)
- Pappa, Kirurg 2, Prästen, Polismannen (baryton)
- Den yngre brodern, Kirurg 3, Sir Croesus Wright, Domaren (baryton)
- Doktorn, Kirurg 4, Kamrat Serbsky, Fackföreningsledaren (bas)

## Handling
I prologen utsätts hjälten (en stum docka med ryggen mot publiken) för kränkande råd från sin familj och andra tyckare. Företrädare för den moraliska överheten (en kyrkoherde, en doktor och en rektor) håller med men under slutsången exploderar plötsligt dockans huvud.
Resten av operan är en analys av vad som gick snett. Fyra kirurger påbörjar en "moralisk obduktion" av hjälten och använder sig av kapitalism, religion och socialism som botemedel mot hjältens avsaknad av likformighet. Just som handlingen börjar bli farsartad inträder en apokalyptisk stämning. Kirurgerna utför mer och mer våldsam kirurgi på hjälten varpå de utbrister i en triumfartad sång som hyllar deras omvandling av hjälten. Det är dock uppenbart att vad de har skapat är en beväpnad Antikrist som riktar sina vapen mot kirurgerna och publiken.